# منهج الطلاب (كتاب)

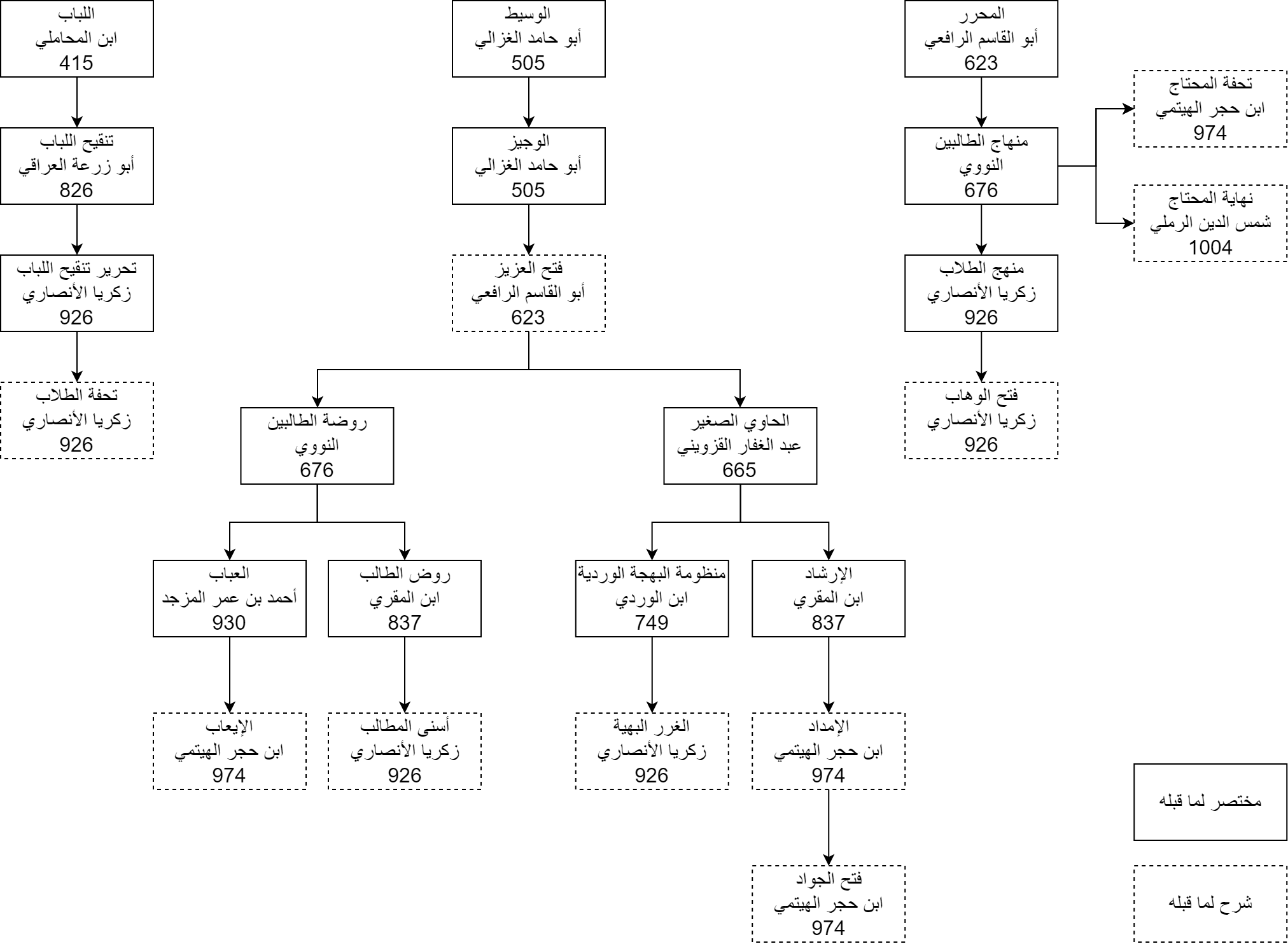
بعض أهم كتب الفقه الشافعي، ويظهر كتاب "منهج الطلاب" يمين الشجرة.

منهج الطلاب في فقه الإمام الشافعي للإمام زكريا بن محمد بن زكريا الأنصاري الشافعي (المتوفى سنة 926هـ)، هو أحد أهم كتب الفقه في المذهب الشافعي، وهو مختصر عن كتاب منهاج الطالبين للإمام النووي، الذي هو مختصر عن كتاب المحرر للإمام الرافعي، وتعد هذه الكتب الثلاثة من أهم كتب الفقه الشافعي التي عليها المعتمد في الفتوى غالباً.
شرح الإمام زكريا الأنصاري كتابه هذا شرحاً وافياً سماه «فتح الوهاب بشرح منهج الطلاب»، وقد اعتنى الشافعية بهذا الكتاب وبشرحه عناية كبيرة، فوضعوا عليه عدة حواشٍ وشروح، أهمها:
- حاشية الزيادي (ت 1024هـ).
- حاشية الحلبي (ت 1092هـ).
- فتوحات الوهاب للجمل (ت 1204هـ).
- التجريد لنفع العبيد للبجيرمي (ت 1221هـ).